# Orde van de Ster (Afghanistan)
De Orde van de Ster, ook wel Orde van de Gouden Ster, was een ridderorde van het Keizerrijk Afghanistan.
Het kleinood van de orde is een zilveren achtpuntige ster met een gouden medaillon waarop het Afghaanse wapen is afgebeeld.
Het lint is rood met drie smalle groene strepen.

## Afbeeldingen op
- www.najafcoins.com
- awards.netdialogue.com

Orde van het Keizerrijk van de Durani ·
Orde van de Zon ·
Orde van de Leider ·
Orde van de Onafhankelijkheid  ·
Orde van de Glorie ·
Orde van Nishan Istour ·
Orde van Nationale Verdienste (Afghanistan) ·
Orde van Trouw (Afghanistan) ·
Orde van de Ster ·
Orde van de Leeuw
Zie ook: Ridderorden in Afghanistan